# Chandala
Chandala eller panchama (sanskrit: femte) är i Indien en beteckning för kaster som faller utanför det brahmanska varnasystemets fyra grupper. Dessa grupper nämns i den fornindiska skriftsamlingen Yajurveda som resultatet av otillåten blandning mellan olika varnas och mera specifikt som ättlingar till en shudraman och en brahminkvinna. Kaster som utövar "orena" yrken kallas för chandala i stora delar av Indien och ordet används också som en förolämpning.
August Strindberg har använt den tyska stavningen (transkriberingen) "Tschandala" som titel på en kortroman om en tattare. Ordet har han lånat från Friedrich Nietzsches bok Antikrist.